# Roeslan Labazanov
Ruslan Labazanov (Russisch: Руслан Лабазанов) (1967 - 1 juni 1996) was een beruchte criminele baas van de Tsjetsjeense maffia en een voormalig leider van een Tsjetsjeense oppositiefractie.
Hij werd geboren als een lid van de Turkxoj tejp (clan) in de Kazachse SSR in 1967 en werd een instructeur voor fysieke training in het Rode Leger en een vechtsportexpert. In 1990 werd hij veroordeeld voor moord in Rostov, maar ontsnapte in 1991. Hij had een tijdlang de leiding over de persoonlijke presidentiële veiligheidsdienst van de Tsjetsjeense president Dzjochar Doedajev, voordat hij overliep naar de oppositie aan het hoofd van zijn eigen pro-Russische paramilitaire eenheid.
Tijdens de Eerste Tsjetsjeense Oorlog ontwikkelde Labazanov een reputatie als een wrede en corrupte strijder die snel overliep als de prijs maar hoog genoeg was. Op 1 juni 1996 werd verklaard dat Labazanov samen met zijn lijfwacht was gedood in het dorpje Tolstoj-Joert op 15 kilometer ten noorden van Grozny in de nacht van 31 mei op 1 juni. Sjamil Basajev werd later betrokken bij de moord. Een andere versie van het verhaal zegt dat hij werd gedood door leden van de Russische troepen.